# Kościół Matki Bożej Częstochowskiej w Tarnobrzegu
Kościół Matki Bożej Częstochowskiej w Tarnobrzegu – rzymskokatolicki kościół parafialny należący do dekanatu Tarnobrzeg diecezji sandomierskiej. Znajduje się w tarnobrzeskiej dzielnicy Sobów.
Jest to świątynia wzniesiona w latach 1990–1991 według planów przygotowanych przez inżyniera Stanisława Farbisza z Krakowa. Prace budowlane nadzorował ksiądz Adam Burda. Kościół został oddany do użytku 1 listopada 1991 roku. Generalny remont świątyni został przeprowadzony przez księdza Andrzeja Maczugę w 2006 roku. Uroczyście kościół został poświęcony przez biskupa Krzysztofa Nitkiewicza 18 grudnia 2016 roku. Budowla jest jednonawowa i posiada trójki okien umieszczonych po obu stronach w wielokrotnie, prostokątnie załamanych ścianach. Przy frontonie znajduje się niewielka, kwadratowa wieża, wyrastająca znad przyczółkowego dachu, nakrywającego kruchtę. Wnętrze charakteryzuje się ciepłymi barwami. Znajduje się w nim betonowe belkowanie stropu oraz arkada, prowadząca do absydy prezbiterium, w której umieszczone są krzyż i tabernakulum.